# Singi

Singi im Sommer

Singi ist eine bewirtschaftete Berghütte (schwedisch fjällstuga) längs des schwedischen Weitwanderwegs Kungsleden in Lappland auf 720 m ö.h. Die Hütte wird vom Svenska Turistföreningen betreut und unterhalten.
In nördlicher Richtung erreicht der Kungsleden nach 12 Kilometern Sälka, in südlicher Richtung nach 15 Kilometern Kaitumjaure. Singi ist außerdem einer der Ausgangspunkte um Schwedens höchsten Berg, den Kebnekaise, zu besteigen. Des Weiteren besteht von Singi aus die Möglichkeit, den Kungsleden über Kebnekaise fjällstation und Nikkaluokta vorzeitig zu verlassen.